# Edmund Sheffield (2e duc de Buckingham et Normanby)
Edmund Sheffield, 2e duc de Buckingham et Normanby (11 janvier 1716 - 30 octobre 1735) est un noble anglais, appelé marquis de Normanby de 1716 à 1721. 
Fils légitime de John Sheffield, 1er duc de Buckingham et Normanby, il succède à son père en 1721. Il s'installe au Queen's College d'Oxford en 1732 et mourut de Tuberculose à Rome en 1735. Comme il ne s'est jamais marié, il ne laisse aucune descendance. Le duché s'éteint à sa mort. Les domaines familiaux, dont Normanby Park (en), sont transférés à son demi-frère illégitime, Charles Herbert Sheffield. 